# Aethaloida lachrymosa
Aethaloida lachrymosa är en fjärilsart som beskrevs av George Duryea Hulst 1898. Aethaloida lachrymosa ingår i släktet Aethaloida och familjen mätare. Inga underarter finns listade i Catalogue of Life.